# Lævateinn
Lævateinn är ett magiskt vapen som omtalas i eddadikten Fjölsvinnsmál. Namnet är en emendation. De namnformer som förekommer i handskrifterna är Hævateinn, Homateinn och Heviateinn, vilka saknar mening. Rättelsen, som har blivit allmänt accepterad, utfördes av Sophus Bugge och tillför både mening och allitteration. (Det är dessutom ett vanligt skrivfel i handskrifterna att L förväxlas med H.) Lævateinn kan översättas "skadekvist" och brukar tolkas som kenning för "svärd". Teinn ("kvist", "ten") är ett vanligt slutled i svärdskenningar och bygger på underdrift: "kvisten" som skadegörare (benteinn, sárteinn, valteinn, med flera). Även Mistilteinn (Mistelten) var ett berömt svärd, men så hette också den pil som dräpte Balder. Lævateinn behöver alltså inte vara ett svärd – det har också gissats att det kunde röra sig om en magisk stav av något slag, ett gandspö eller sejdstav. I Skírnismál 32, liksom i Hárbarðsljóð 20, omtalas en Gambanteinn som brukar översättas "trollstav", men som i Skírnismál nämns i samband med Frejs svärd och kanske är dess namn. Strofen där Lævateinn nämns lyder så här:
| Lævateinn heitir hann, en hann gerði Loftr rúnum fyr nágrindr neðan; í segjárnskeri liggr hann hjá Sinmöru, ok halda njarðlásar níu. Fjölsvinnsmál 26 | Läva-ten gjordes av Lopt med runor nere bortom Nagrind; hos Sinmara ligger den I segjärnsskrin gömd under nio njordlås. Björn Collinder, 1957 |  |

Namnet Sinmara förekommer endast i Fjölsvinnsmál och syftar på en underjordisk härskarinna. Nágrindr är porten till dödsriket Helheim, varför Sinmara skulle kunna vara identisk med Hel, Lokes dotter. Lopt är för övrigt ett vanligt binamn på Loke. Ordet rúnum ("med runor") är en emendation av handskrifternas obegripliga ruinn. Vapnet har alltså skapats med trolldom och måste förvaras bakom "starka lås" (njordlås). 

## Viktor Rydbergs tolkning
I Viktor Rydbergs Undersökningar i germanisk mythologi (1886–89) är Lævateinn ett domedagsvapen. "Det har egenskaper sådana som intet annat vapen i världen", förklarar han. Endast detta vapen "kan döda den gyllene hanen i världsträdet – en egenskap, som synes häntyda på att det är farligt för världens och gudamakternas bestånd."
Svärdet smiddes, enligt Rydberg, i underjorden av mästersmeden Völund. Det är alltså Völund som i den ovan citerade strofen har fått låna Lokes binamn Loptr ("den luftige" – Völund kunde ju flyga). Dessutom var Völund, säger Rydberg, en gudafiende som likt Loke hade blivit fängslad i underjorden. Men efter Völunds död lyckades dennes brorson Svipdag lura till sig svärdet, vilket han överlämnade till Frej i utbyte mot Menglöd (Freja). Lævateinn är alltså identiskt med det svärd som i Skírnismál 8–9 svingar sig själv och slåss utan att någon håller i det. Oturligt nog bytte Frej bort svärdet mot Gerd. Det finns nu i jättarnas värld och kommer att bli Frejs död och världens undergång. Vid Ragnarök är det nämligen Surt som håller i svärdet.
| Surtr ferr sunnan með sviga lævi, scínn af sverði sól valtíva; griótbiǫrg gnata, enn gífr rata, troða halir helveg, enn himinn klofnar. Vǫluspá 52 | Surt far från söder med svedande eld, kampgudars svärd likt solen lyser; klippor braka, kvinnotroll störta, män gå på Helväg, himlen rämnar. Översättning: Björn Collinder |  |

Man lägger märke till att "svedande eld" här har omskrivningen sviga lævi ("grenars skada"), vilket leder tankarna till Lævateinn ("skadegörande kvist"). Dess roll som massförstörelsevapen framgår av Fjölsvinnsmál 25, där Lævateinn  uttryckligen sägs vara det enda vapen som kan få Víðofnir att "sjunka till Hels hemvist" (hníga á Heljar sjöt). Víðofnir är, förklarar Rydberg, ingen annan än Gullinkambe, tuppen i världsträdets topp, och symboliserar därmed hela stjärnhimlen och luftkretsen. Namnets betydelse utläser Rydberg som "den vidöppna" (Víðopnir). Tuppen som breder sina vingar som en tronhimmel över världen, blir då en bild av himlavalvet. Namntulorna har liknande namn på himlarna, till exempel Víðblaínn ("den vida blå") och Víðfeðmir ("den vittfamnande"). Lævateinn är alltså, konstaterar Rydberg, det domedagsvapen som i sista raden av Vǫluspá 52 får himlen att rämna.